# Mobil Economy Run

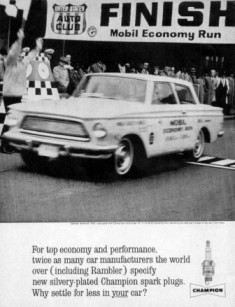
Un anuncio en una revista de 1962 de Champion Spark Plugs (Federal-Mogul) promocionando al ganador del año de la Mobil Economy Run, el Rambler American.

Mobil Economy Run fue un evento anual que tuvo lugar desde 1936 hasta 1968, excepto durante los años de la Segunda Guerra Mundial. Fue diseñado para proporcionar cifras reales de eficiencia de combustible durante una prueba de costa a costa en vías públicas y con tráfico regular y condiciones climáticas. Mobil Oil Corporation lo patrocinó y el United States Auto Club (USAC) sancionó y ejecutó la carrera. 

## En los Estados Unidos
La Mobil Economy Run determinó la economía de combustible o el potencial de consumo de combustible de los automóviles de pasajeros en las condiciones de conducción típicas que encuentran los conductores promedio. Esto era bastante diferente del método actual de calcular el consumo de combustible de la Agencia de Protección Ambiental de los Estados Unidos (EPA) al hacer funcionar los autos en un dinamómetro de chasis en un entorno controlado. Para evitar preparaciones especiales o modificaciones a los automóviles participantes para la carrera, el United States Auto Club compró los autos en los concesionarios, los revisó y, si se certificaba como "stock" ("de fábrica"), se sellaban sus capotas y chasis. El tanque de gasolina de la fábrica se desconectó para poder medir con precisión el uso de combustible mediante el uso de un tanque especial montado en el maletero. Debido a los muchos tipos de automóviles, el Mobil Economy Run tenía ocho clases según la distancia entre ejes, el motor, el tamaño de la carrocería y el precio. Los principales fabricantes de automóviles proporcionaron conductores y en cada automóvil había un observador de la USAC para evitar cualquier desviación y sancionar las infracciones de tráfico o límites de velocidad. A las mujeres se les permitió participar en el concurso Mobil-gas solo a partir de 1957.
El evento fue un concurso de marketing entre los fabricantes de automóviles. El objetivo era el codiciado título de ganador de la Mobilgas Economy Run en cada clase. Sin embargo, a partir de 1959, las entradas se juzgaron en función de las millas por galón reales, en lugar de la fórmula de tonelada-milla utilizada anteriormente, que favorecía a los automóviles más grandes y pesados. Como resultado, los autos compactos se convirtieron en los campeones de millas. 
En la competencia de 1959 de 47 autos, un Rambler American fue el primero, con un promedio de 25.2878 millas por gallon estadounidense(9.3015L/100km) mientras que un Rambler Six fue salió segundo - con un promedio de 22.9572 millas por galón estadounidense (10.2458L/100km). El viaje entre Los Ángeles, California y Kansas City, Misuri comprendió 1898 millas (3055km) y duró 5 días 
La eficiencia de los modelos más compactos como los Ramblers de AMC hizo que fueran prácticamente prohibidos en el evento. Como resultado, Ramblers y Studebakers se colocaron en una clase separada. Esto se debió a que los "3 grandes" fabricantes de automóviles (General Motors, Ford y Chrysler) no tenían autos competitivos en ese momento y fueron derrotados en las clasificaciones de eficiencia de combustible hasta que introdujeron plataformas más pequeñas (GM "X", Ford Falcon, Chrysler A). 
Los fabricantes de automóviles intentaron "preparar" sus automóviles para lograr mejores resultados. Un ejemplo fue el uso de aceite de motor liviano durante las 1500 millas (2414,0 km)  "para promover un desgaste más rápido y afloje de los motores rápidamente."  Además, los conductores suministrados por la fábrica estaban altamente capacitados y tenían experiencia para conducir de manera que se ahorrara combustible. Un piloto medio en el mismo coche y en el mismo recorrido tendría suerte si lograra conseguir los resultados de la carrera. Las pruebas solo muestran el potencial económico "máximo" de los autos probados y su eficiencia relativa en el uso de combustible.  
El evento recibió críticas en forma de ficción literaria, del libro "Los globos están disponibles" (Balloons are Available) de Jordan Crittenden. En la novela, un personaje de ficción es atropellado por un automóvil durante el evento. Un extracto de la novela dice: "Fue terrible", dijo. 'El conductor no podía parar porque estaba compitiendo en una Mobilgas Economy Run' " 
A lo largo de los años, Mobil Oil Corporation patrocinó muchos eventos Mobil Economy Run en todo el país para varias clases de automóviles y asociaciones de automóviles para distancias cortas. En 1963, una prueba de "día a día" entre Los Ángeles y el Gran Cañón finalmente se convirtió en una prueba de resistencia de "seis días" entre Los Ángeles y Nueva York por parte del US Auto Club. La última carrera comenzó en Anaheim CA el 2 de abril de 1968 pero fue cancelada en Indianápolis el 5 de abril debido a los disturbios civiles en todo el país debido a la muerte de Martin Luther King Jr. el 4 de abril. En diciembre de 1968, fue anunciado por Richard F. Tucker, vicepresidente de marketing de Mobil en Norteamérica que el evento se cancelaría en los Estados Unidos, citando: "los patrones publicitarios cambiantes y el énfasis cambiante en el desempeño automotriz son los factores principales que influyen esta decisión".

## En el Reino Unido
Mobil entró en el mercado de <a href="./Estaciones%20de%20servicio" rel="mw:WikiLink" data-linkid="undefined" data-cx="{&quot;userAdded&quot;:true,&quot;adapted&quot;:true}">estaciones de servicio</a> del Reino Unido en 1952 como Mobilgas. Copió el evento anual de Economy Run de los Estados Unidos. Sin embargo, en la década de 1970, Total SA se hizo cargo de Economy Run en el Reino Unido, pero el evento se suspendió después de unos pocos años.

## En Australia
En Australia, la Mobilgas Economy Run se organizó en varios años, incluidos 1955, 1956, 1958, 1959, 1960 (la quinta carrera), 1961 y, como la Mobil Economy Run en 1962, 1963, 1964 y 1966 (la décima consecutiva).

## En Italia
En Italia, la competición comenzó en 1959 y duró al menos hasta 1985. Desde 1969, fue organizada por Mobil con FIAT, que proporcionó los coches.

## Reclamos de una patente
La Mobil Economy Run se utiliza para explicar los reclamos realizados para la patente de los Estados Unidos n.º 3937202, una "Ayuda a la conducción económica":
". . . La experiencia obtenida por conductores calificados en la carrera Mobil Economy indica que para obtener la mejor economía de combustible un automóvil debe operarse a una velocidad casi constante en el rango de 30 a 50 mph. Deben evitarse las aceleraciones o desaceleraciones rápidas y el funcionamiento a máxima velocidad (o casi). Para practicar para carreras económicas, los conductores capacitados utilizaron instrumentación especial para determinar las condiciones de operación para la mejor economía de combustible. Esta instrumentación generalmente incluía un medidor de vacío para indicar el vacío del múltiple de admisión, un odómetro especial para medir la distancia recorrida a centésimas de milla y una bureta para medir el uso de gasolina. Sin embargo, la instrumentación de este tipo es extremadamente compleja para el conductor normal y, además, es bastante cara. . . . "
". . . Es un objetivo de esta invención proporcionar una señal al operador de un motor de combustión interna de potencia variable y velocidad variable cuando el motor se está acelerando o desacelerando demasiado rápido, además de una señal cuando el motor está funcionando a una velocidad demasiado alta o demasiado alta. una potencia de salida demasiado baja. . . . "